# Nazionale maschile di football americano della Nuova Zelanda
La nazionale di football americano della Nuova Zelanda è la selezione maggiore maschile di football americano della NZAFF che rappresenta la Nuova Zelanda nelle varie competizioni ufficiali o amichevoli riservate a squadre nazionali.

## Risultati
Legenda: Grassetto: Risultato migliore, Corsivo: Mancate partecipazioni

## Dettaglio stagioni

### Amichevoli
| Stagione | Vin | Par | Per | Tot | PF | PS | avversaria      |
| -------- | --- | --- | --- | --- | -- | -- | --------------- |
| 2016     | 0   | 0   | 1   | 1   | 10 | 30 | Samoa Americane |
| Totale   | 0   | 0   | 1   | 1   | 10 | 30 |                 |

Fonte: americanfootballitalia.com

### Tornei

#### Oceania Bowl
| Stagione | regular season | regular season | regular season | regular season | regular season | regular season | playoff | playoff | playoff | playoff | playoff | playoff       | playoff    |
|          | Vin            | Par            | Per            | Tot            | PF             | PS             | Vin     | Per     | Tot     | PF      | PS      | risultato     | avversaria |
| -------- | -------------- | -------------- | -------------- | -------------- | -------------- | -------------- | ------- | ------- | ------- | ------- | ------- | ------------- | ---------- |
| 2003     |                |                |                |                |                |                | 0       | 1       | 1       | 0       | 8       | Secondo posto | Australia  |
| 2005     |                |                |                |                |                |                | 0       | 1       | 1       | 2       | 47      | Secondo posto | Australia  |
| Totale   |                |                |                |                |                |                | 0       | 2       | 2       | 2       | 55      |               |            |

Fonte: americanfootballitalia.com

### Riepilogo partite disputate
| Anno | Luogo                 | Evento          | Fase del torneo | Incontro                               | Risultato |
| 1996 | ?                     | Amichevole      |                 | Australian Bushrangers - Nuova Zelanda | ? - ?     |
| 1997 | Stati Uniti d'America | Amichevole      |                 | Dixie College - Nuova Zelanda          | ? - ?     |
| 1997 | Stati Uniti d'America | Amichevole      |                 | Snow College - Nuova Zelanda           | ? - ?     |
| 1997 | Stati Uniti d'America | Amichevole      |                 | Ricks College - Nuova Zelanda          | ? - ?     |
| 1998 | Adelaide              | Amichevole      |                 | Australian Allies - Nuova Zelanda      | ? - ?     |
| 1999 | Surfers Paradise      | Down Under Bowl |                 | ? - Nuova Zelanda                      | ? - ?     |
| 2003 | ?                     | Oceania Bowl    |                 | Australia - Nuova Zelanda              | 8 - 0     |
| 2005 | Marrickville          | Oceania Bowl    |                 | Australia - Nuova Zelanda              | 47 - 2    |
| 2011 | ?                     | Mondiali        | Qualificazioni  | Australia - Nuova Zelanda              | v - p     |
| 2015 | ?                     | Mondiali        | Qualificazioni  | Australia - Nuova Zelanda              | v - p     |
| 2016 | Auckland              | Amichevole      |                 | Nuova Zelanda - Samoa Americane        | 10 - 30   |

## Confronti con le altre Nazionali
Questi sono i saldi della Nuova Zelanda nei confronti delle Nazionali incontrate.

### Saldo negativo
| Nazionale       | Giocate | Vinte | Pareggiate | Perse | PF  | PS   | Ultima vittoria | Ultimo pari | Ultima sconfitta |
| --------------- | ------- | ----- | ---------- | ----- | --- | ---- | --------------- | ----------- | ---------------- |
| Samoa Americane | 1       | 0     | 0          | 1     | 10  | 30   | -               | -           | 2016             |
| Australia       | 4       | 0     | 0          | 4     | 2+? | 55+? | -               | -           | 2015             |